# Ermil A. Pangrati
Ermil A. Pangrati (n. 21 iulie 1864, Iași, Principatele Unite Române – d. 19 septembrie 1931, București, România) a fost un inginer, matematician și profesor universitar român, ministru al lucrărilor publice în Guvernul Titu Maiorescu (1912). A fost fiul colonelului Gavril Pangrati și al Eufrosinei Cuza, vara domnitorului Alexandru Ioan Cuza.

## Biografie
A urmat cursurile secundare la Liceul Național din Iași, apoi și-a început studiile superioare la Universitatea din Iași, finalizându-le la Școala națională de drumuri și poduri din Paris. După ce a revenit în țară, a fost angajat inginer la Direcția Generală a Căilor Ferate, lucrând ca inspector de tracțiune  la Craiova și apoi la Iași până în 1893. În 1894, a susținut un concurs, fiind numit profesor de geometrie descriptivă la Universitatea din București, fiind succesorul lui Alexandru Orăscu.
Cu sprijinul lui Spiru Haret, s-a implicat în înființarea și funcționarea Școlii de Arhitectură, căreia avea să-i dedice o mare parte din activitate sa. În anul 1897, devine decan al Facultății de Arhitectură, iar ulterior, între 1911-1912 și 1923-1929 a fost rector al Universității din București.
Ermil A. Pangrati a fost ministru în Guvernul Titu Maiorescu (1), ocupând funcția de ministru al lucrărilor publice pe toată durata Consiliului de Miniștri care a guvernat România în perioada 28 martie - 14 octombrie 1912.
În prezent, o stradă din centrul Bucureștiului îi poartă numele (Str. Ermil Pangratti, pe care se află una dintre intrările în sediul Televiziunii Române).

## Lucrări publicate
Printre lucrările scrise de Ermil Pangrati se pot menționa: 
- Noua îndrumare a învățământului nostru superior tehnic
- Învățământul artelor frumoase
- Institutele tehnice și politehnice
- Avântul arhitecturii românești